# 1638 Руанда
1638 Руанда (1638 Ruanda) — астероїд головного поясу, відкритий 3 травня 1935 року.
Тіссеранів параметр щодо Юпітера — 3,320.